# محمد نوح القضاة
محمد نوح القضاة (8 يونيو 1969 -) سياسي وداعية أردني ومفكر إسلامي وعضو سابق في مجلس النواب الثامن عشر. شغل منصب وزیر الاوقاف والشؤون والمقدسات الاسلامیة في حكومة عبد الله النسور الثانية من (30 مارس 2013 - 21 أغسطس 2012) ومنصب وزير الرياضة والشباب في حكومة عون الخصاونة من (25 أكتوبر 2011 - 26 نيسان 2012)

## حياته
نشأ محمد نوح القضاة في أسرة علمية على رأسها جده الشيخ علي السلمان القضاة، ثم والده الشيخ نوح القضاة مفتي المملكة الأردنية الهاشمية وقاضي قضاتها وسفيرها في طهران.
عرف محمد نوح القضاة بشعبيته وتأثيره في جيل الشباب من المسلمين وغير المسلمين في الأردن وفي البلاد العربية، وحاز على لقب أكثر الشخصيات تأثيرًا في الأردن لثلاثة أعوام متتالية بحسب استفتاء شعبي للإذاعة الأردنية الرسمية، كما حاز على جائزة «الإبداع الفكري الأردني». ويعد محمد نوح القضاة من أبرز القيادات الاجتماعية في الأردن من خلال إنشائه وإدارته لجمعية الشيخ نوح للرفادة التي تغطي جميع محافظات المملكة الأردنية الهاشمية كما أسس إذاعة يقين والتي تبث من عمان الأردن. ويعتبر محمد نوح القضاة خبيرًا في تصميم وتنفيذ المبادرات الشبابية الريادية، ومن أبرزها مبادرة «اركب معنا» التي بثت على قناة اقرأ الفضائية وشارك فيها قرابة نصف مليون شاب وشابة من الأردن ومبادرة «راقي» والتي شارك فيها قرابة مليون شاب وشابة ومبادرة «دمك غالي» للحد من العنف الجامعي ومبادرة «لمسة دفء» لكسوة الفقراء والأيتام في الأردن ومبادرة «لمسة حنان» لرعاية الأيتام وكبار السن وغيرها من المبادرات الاجتماعية لتعزيز مفهوم العمل التطوعي.

## التحصيل العلمي
- شهادة الدكتوراة في الفقه وأصوله، تخصص المعاملات، عام 1998، من الجامعة الأردنية في الأردن.
- شهادة الماجستير في الفقه وأصوله، تخصص الأحوال الشخصية، عام 1993، من الجامعة الأردنية في الأردن.
- شهادة البكالوريوس في الفقه والتشريع، عام 1991، من الجامعة الأردنية في الأردن.[5]

## الخبرات العملية
عمل عضو هيئة تدريس في جامعة آل البيت، ثم عضو هيئة تدريس في جامعة البلقاء ثم عضو هيئة تدريس في جامعة العلوم الإسلامية. له العديد من المحاضرات في الجامعة الأردنية وجامعة اليرموك وجامعة جدارة والجامعة الهاشمية وجامعة الزرقاء الأهلية وجامعة الشرق الأوسط وجامعة البتراء وجامعة الزيتونة وجامعة الحسين بن طلال وجامعة الطفّيلة التقنية وجامعة عمان المفتوحة وجامعة عمان الأهلية وجامعة العلوم والتكنولوجيا وجامعة الأميرة سمية للتكنولوجيا وجامعة إربد الأهلية وجامعة جرش وجامعة عجلون وجامعة مؤتة ومعهد الإدارة الأردني وكلية الحرب الملكية وكلية الدفاع الوطني. وعمل مشرفاً على عدد من الرسائل والأطروحات الجامعية لمرحلتي الماجستير والدكتوراة، ويحمل رتبة أستاذ مشارك، كما عمل مدربا في القيادة الإدارية، ومدربا في إستراتيجيات المبادرات الشبابية، ومدرّبا في علوم الاقتصاد الإسلامي.

## مناصبه
- وزير الأوقاف والشؤون والمقدسات الإسلامية - الأردن 2013 – 2014.
- وزير الشباب والرياضة - الأردن 2011 – 2012.
- مؤسس إذاعة يقين - الأردن 2015.
- وزير مفوض - البرلمان الدولي للأمن والسلام نيويورك - الولايات المتحدة الأميريكية 2015.
- مؤسس American Muslim Youth Leadership - AMYL الولايات المتحدة الأميريكية 2012.
- مؤسس ورئيس مجلس إدارة جمعية الشيخ نوح للرفادة 2011.
- باحث ومتخصص في مكافحة التطرف والإرهاب 2010.
- متخصص في التنمية البشرية والدورات القيادية وتطوير وتنفيذ المبادرات للشباب – Optima 2009.
- معد ومقدم برامج على محطات التلفزة المحلية والدولية 2007.
- أستاذ مشارك ومحاضر ومشرف على أطروحات ورسائل الماجستير والدكتوراة - الجامعات الأردنية 2000.
- مستشار - المحاكم الشرعية الأردنية 1999.
- رئيس مجلس إدارة صندوق الزكاة 2013 – 2014.
- رئيس مجلس إدارة صندوق الحج 2013 – 2014.
- رئيس مجلس إدارة مدينة الملك حسين الرياضية 2011 – 2012.
- رئيس مجلس إدارة مدينة الأمير محمد الرياضية 2011 – 2012.
- رئيس مجلس إدارة مدينة الأمير فيصل الرياضية 2011 – 2012.
- رئيس مجلس إدارة مدينة الأمير الحسن الرياضية 2011 – 2012.
- رئيس مجلس إدارة مدينة الأمير هاشم الرياضية 2011 – 2012.
- أستاذ مشارك ونائب رئيس مجلس الأمناء - جامعة العلوم الإسلامية العالمية 2009 – 2011.
- أستاذ مساعد - جامعة آل البيت 1999 – 2009.
- مفتي - الدفاع المدني - الأردن 1991 – 1999.

## الظهور الإعلامي
له نشاط إعلامي محلي ودولي واسع حيث أعدَّ وقدَّم عددًا كبيرًا من البرامج التلفزيونية والإذاعية زادت عن ألف ساعة بث مرئي ومسموع، من أبرزها برنامج مبادرة «اركب معنا» واسع الانتشار والذي بثته قناة اقرأ الفضائية بالإضافة إلى عدد من البرامج منها «سوا على الجنة» و «ثورة إنسان» و«إسلامنا الجميل» و«الحياة سهلة» و«راقي» و«نحن أولى» و«سنا» وأكثر من مئة حلقة على التلفزيون الأردني في برنامجه الأسبوعي «الميزان»، ومجموعة من البرامج على قناة نورمينا الفضائية ومنها «حكايات الصالحين» و«قصص الأنبياء» و«قصة آية» وبرنامج «الكوثر» على قناة a1 Jordan وعدد من الحلقات في برنامج «وذكر» على قناة الإمارات وبرنامج «رمضانيات» على قناة سكاي نيوز عربية وبرنامج «عالم من بلدي» على إذاعة حياة إف إم وبرنامج الفتاوى اليومي «ارمِ همك» على إذاعة القوات المسلحة هلا إف إم والبرنامج الاجتماعي اليومي «همك همي» على إذاعة يقين.له العديد من المشاركات السياسية في العديد من المحطات التلفزيونية الدولية.[بحاجة لمصدر]

## الأنشطة والجولات الدعوية
له محاضرات وجولات دعوية في أكثر من ستين دولة حول العالم مثل الهند وأستراليا وفرنسا والنمسا وسويسرا والسويد وهولندا وبلجيكا وسلوڤينيا وصربيا وكوسوفو وألبانيا وبلغاريا واليونان وتركيا وسوريا ومصر وتونس وليبيا وقطر والبحرين والكويت، والولايات المتحدة الأميركية والتي أنشأ فيها منظمة AMYL وعقد فيها مجموعة من الدورات بعنوان "Bridge the Gap" لتوضيح مفاهيم الإسلام والتعامل مع المسلمين لمجموعات من الشرطة الأميركية وأمن المطارات ومجموعات من المحامين والأطباء الأميركيين. وكندا حيث يترأس المجلس الإسلامي الكندي والمجلس العربي الكندي في فانكوفر، وبريطانيا حيث عقد دورة القيادة الإدارية للقيادات العليا، والدنمارك حيث كان من أبرز الشخصيات التي افتتحت مسجد خير البرية أول مسجد في الدنمارك بقبة ومئذنة، وألمانيا حيث افتتح وشارك في محاضرات حول رسالة عمان في المعهد الملكي للدراسات الدينية، وإيطاليا حيث شارك في مؤتمر لحوار الأديان بدعوة من أحد المعاهد الإيطالية المتخصصة في هذا المجال، وأذربيجان حيث ترأّس وفد بلاده لمؤتمر وزراء خارجية الدول الإسلامية، وأكرانيا حيث عقد دورات للمسلمين الجدد، ومقدونيا حيث عقد دورة لمجموعة من أئمة البلقان، والصين لاستقطاب طلاب لدراسة الشريعة في الأردن، والعراق حيث شارك في مؤتمر التقريب بين المذاهب الإسلامية، والسعودية حيث ترأّس مجلس وزراء الرياضة والشباب العرب وفي زيارة أخرى حيث عقد دورة في القيادة لمؤسسة الملك خالد الخيرية، وعمان حيث عقد دورة في القيادة الإستراتيجية للقيادات العليا شارك في حضورها عدد من العاملين في البلاط السلطاني، والبحرين حيث شارك في مؤتمر المعايير الشرعية «أيوفا»، والإمارات حيث يشارك في برنامج ضيوف سمو رئيس الدولة السنوي، كما قام بإلقاء خطب الجمعة في معظم البلاد العربية وعدد كبير من المدن والعواصم الأجنبية، أسس سنة 2011 جمعية الشيخ نوح للرفادة وهي مؤسسة تُعنى بالغذاء والدواء وشؤون المرأة والطفل.[بحاجة لمصدر]

## الأبحاث
- أحكام العاقلة في ضوء المستجدات الاجتماعية.
- الإعلان العالمي لحقوق الإنسان في ضوء كتاب الحسبة لابن تيمية.
- أحكام الضيافة في الفقه الإسلامي.
- فردية العقوبة بين قانون الأحداث الأردني والفقه الإسلامي.
- الحقوق السياسية للمرأة في الإسلام.
- الطلاق: الأسباب والعلاج والنتائج.[بحاجة لمصدر]